# Ridge Racer 64
Ridge Racer 64 is een computerspel dat werd ontwikkeld door Nintendo Software Technology en uitgegeven door Nintendo voor de Nintendo 64. Het racespel kwam op 14 november 2000 uit in de VS en op 4 juli 2000 in Europa.
Het spel is onderdeel van de Ridge Racer-serie. In 2004 werd het spel geporteerd naar de Nintendo DS onder de titel Ridge Racer DS.
In het spel zijn twintig racecircuits, waarvan enkele uit eerdere spellen in de reeks. De DS-versie ondersteunt het aanraakscherm en een draadloze multiplayer-modus.

## Ontvangst
De Nintendo 64-versie van het spel werd positief ontvangen in recensies, waar de DS-versie meer gemengde recensies kreeg. Men prees de gameplay en afwisseling van de racecircuits. Kritiek was er op de multiplayer-races.
Op Metacritic, een recensieverzamelaar, heeft het spel een score van 82% en 63% voor respectievelijk de 64- en DS-versies.